# Amastus lehmanni
Amastus lehmanni är en fjärilsart som beskrevs av Rothschild 1916. Amastus lehmanni ingår i släktet Amastus och familjen björnspinnare. Inga underarter finns listade i Catalogue of Life.